# Karl Warner
Karl Warner (Karl DeWitt Warner; * 23. Juni 1908 in Woodbury, Connecticut; † 5. September 1995 in Rochester, New York) war ein US-amerikanischer Sprinter und Olympiasieger, der in den frühen 1930er Jahren im 400-Meter-Lauf erfolgreich war.
1933 wurde er US-Vizemeister wurde. Er startete für die Yale University.
Bei den Olympischen Spielen 1932 in Los Angeles war Warner an zwei Weltrekorden in der 4-mal-400-Meter-Staffel beteiligt:
- am 6. August 1932: 3:11,4 min. Die bisherige Bestmarke, aufgestellt bei den Olympischen Spielen 1928 in Amsterdam, hatte bei 3:14,2 min gestanden.
- am 7. August 1932: 3:08,2 min (Goldmedaille). Dieser Weltrekord zählt zu den langlebigsten in der Geschichte der Leichtathletik, denn erst 1952 wurde er vom jamaikanischen Quartett auf 3:03,9 min geschraubt.

Die US-Stafette lief bei beiden Weltrekorden in der Besetzung Ivan Fuqua, Edgar Ablowich, Warner und Bill Carr.